# Yang Yung-wei
Yang Yung-wei (28 de setembro de 1997) é um judoca taiwanês, medalhista olímpico representante do Taipé Chinês.

## Carreira
Yung-wei começou o esporte durante a terceira série da escola primária. Sua mãe, uma ex-judoca, levou ele e seu irmão mais velho para aulas de judô. Ele competiu nos Campeonatos Mundiais de Judô de 2018 e 2019 e venceu uma medalha de bronze nos Jogos Asiáticos de 2018 em Jacarta. Também conseguiu vaga nos Jogos Olímpicos de Verão de 2020 em Tóquio.